# Englandactis
Englandactis is een geslacht van zeeanemonen uit de klasse van de Anthozoa (bloemdieren).

## Soort
- Englandactis commensalis (Gravier, 1918)